# Tarphius gibbulus
Tarphius gibbulus is een keversoort uit de familie somberkevers (Zopheridae). De wetenschappelijke naam van de soort werd in 1845 gepubliceerd door Wilhelm Ferdinand Erichson.